# Nannhofen
Nannhofen ist ein Gemeindeteil von Mammendorf und eine Gemarkung im oberbayerischen Landkreis Fürstenfeldbruck.

## Lage
Das Kirchdorf liegt nördlich der Maisach und der Bahnstrecke München–Augsburg.

## Geschichte
Die Nannhofer kamen aus der freisingischen Ministerialität. Im Jahr 1305 verkaufte Wernhart von Nannhofen den Sedlhof sowie zwei weitere Höfe samt dem Dorfgericht zu Nannhofen an den Ritter Ott den Eisenhofer. 
Seit der Mitte des 14. Jahrhunderts sind in Nannhofen die Marschälle von Bergkirchen-Nannhofen nachweisbar. Um 1403/05 erwarb Herzog Ludwig der Gebartete Nannhofen von dem Münchner Patrizier Sendlinger. Die Gemeinde Nannhofen wurde zum 1. Mai 1978 nach Mammendorf eingemeindet.

## Verkehr
Die kürzeste Straßenverbindung nach Mammendorf verläuft über die Kreisstraße FFB 2. Am südlichen Ortsrand liegt der Bahnhof Mammendorf der Bahnstrecke München–Augsburg.

## Bauwerke
Westlich vom Ort besteht eine knapp sieben Hektar große Freiflächen-Photovoltaik-Anlage.
Siehe auch: Liste der Baudenkmäler in Nannhofen
- Schloss Nannhofen
- Katholische Filialkirche St. Peter und Paul
- Einfirsthof Dorfstraße 12

## Bodendenkmäler
Siehe: Liste der Bodendenkmäler in Nannhofen

## Vereine
- Schützenverein Grüne Eiche Nannhofen[2]